# 宇都宮線
宇都宮線（日语：／ Utsunomiya sen */?）是东日本旅客铁道（JR东日本）运营的东北本线列车运行系统的自东京都千代田区的东京站出发，经由栃木縣宇都宫市的宇都宫站，到达枥木县那须盐原市的黑矶站的线路的别称。
该线路别称于 1990 年 3 月 10 日开始以“宇都宫线”使用，主要在以前被称为“东北线 ”的路段上使用，包括在东京站 - 日暮里站（通过不停车）之间、赤羽站和黑矶站之间的东北本线，以及在日暮里站 - 尾久站 - 赤羽站之间的东北本线尾久支线。车站编号使用的线路符号为 JU（东京站和大宫站之间）。

## 概要
宇都宫线是关东都市圈内负责通勤和地区间交通的主要线路之一，贯穿首都东京与埼玉县南部和东北部之、茨城县古河周边、栃木縣宇都宫以南以及那须周边，纵贯北关东地区。
被称为 “宇都宫线 ”的路段是东北本线（东京站至黑矶站（途经尾久站））的直流电气化路段。全線根據旅客營業規則包括在「東京近郊區間」內與IC交通卡「Suica」的首都圈地域內。且由于东京站至大宫站之间的区间是电车特定区间，票价会比区间外便宜，该区间也有来往高崎线的列车行驶。与东京都内的东海道线和高崎线类似，该线路的颜色为橙色（■），车身颜色也同样有使用橙色。
线路爱称的起点是东京站，但在 2015 年上野东京线开通之前，其真正的终点站是上野站，而上野站一直被视为东京的北部门户。同时，由于 2022 年 3 月的时刻表修订，宇都宫站之后的运营系统被分割开来，因此黑矶站没有直达东京的列车。
因为上野东京线运行系统的存在，现在的宇都宫线内的列车可以将枥木县、茨城县、琦玉县、东京、新桥、品川、川崎、横滨连接起来，并可以继续直通进入东海道线，直达湘南地区（包括藤泽、茅崎和平塚）、小田原和汤河原以及伊豆地区（包括热海市和伊东）。在宇都宫站以南，也有湘南新宿线的列车从大宫站经由新宿站直通横须贺线，可直接连接池袋、新宿和涩谷等东京副中心，以及横滨、镰仓和逗子等神奈川县城市。

### 路線資料
東京站－上野站間參見「上野東京線」。
- 路線距離（營業距離）：163.5km
- 管辖（事业种别）
  - 東日本旅客鐵道（第一種鐵道事業者）：
    - 东京站－尾久站－黑磯站間 163.5公里

  - 日本貨物鐵道（第二種鐵道事業） ：
    - 赤羽站－黑磯站間 150.1km（只限赤羽站以南往田端信号场方向持有免許路段）
- 軌距：1067毫米
- 站數：34個（包括起終點站。貨物站除外）
- 四線路段：上野站－尾久站間
- 複線路段：东京站 - 上野站间，尾久站－黑磯站間
  - 不包括並行的京濱東北線、東北貨物線等。
- 電氣化路段：全線（直流電1,500V）
- 閉塞方式：（複線）自動閉塞式
- 保安裝置：ATS-P
- 最高速度：
  - 東京站－宇都宮站間 優等列車120公里/小時，快速、普通列車110公里/小時
  - 宇都宮站－黑磯站間 優等列車120公里/小時，普通列車100公里/小時
  - 田端信號場－赤羽站間（東北貨物線） 95公里/小時
  - 赤羽站－大宮站間（東北貨物線） 120公里/小時
- 運轉指令所（日语：運転指令所）：東京総合指令室
- 列车运行管理系统：东京站 - 黑矶站间 东京圈输送管理系统（ATOS）
- 车辆基地：小山车辆中心（位于小山站 - 小金井站之间）
- 大都市近郊区间：全线
- 电车特定区间：东京站 - 大宫站
- IC卡乘车区间：全线（Suica的首都圈使用范围内）

上野站－赤羽站間由東日本旅客鐵道東京支社管轄，浦和站－黑磯站間由東日本旅客鐵道大宮支社管轄，赤羽站－浦和站間是支社邊界。

## 运行形态
线路上运行的普通列车（包括快速列车），主要有有在上野始发终到的列车以及自上野之后经由东京站与东海道线来往直通的上野东京线列车，还有经由池袋站・新宿站与东海道线来往直通的开往横滨站・大船站、与横须贺线来往直通的开往镰仓站・逗子站的湘南新宿线列车；也有直通常磐线・高崎线・（包含直通上越线・两毛线的列车）・日光线・乌山线的列车行驶。
此外，连接东京和枥木县西北部的“日光”、“鬼怒川”、“Spacia鬼怒川”特急列车，以及开往高崎线的“赤城”、“燕子赤城号”特急列车也通过这条线路运行，但这些列车都是连接东京和宇都宫线以外的偏远地区的列车，没有一种特急列车完全在宇都宫线区段内运行。
在本章节，在赤羽站和大宫站之间的东北货运线上运行的湘南新宿线列车也被视为同区间内的宇都宫线列车。
白天时段，每小时有 3 班上野东京线列车和 2 班湘南新宿线列车（其中 1 班为快速列车），包含直通高崎线的列车，总共一小时内有5班列车。东京站至大宫站之间的列车也可以视为与之并行的京滨东北线列车的快速列车。赤羽站、浦和站和大宫站之间的列车每小时有 10 班，但由于往返于上野站的列车、上野东京线和湘南新宿线列车经常并行，因此列车间隔并不均匀。于上野始发终到的列车、上野东京线列车和湘南新宿线列车都会在赤羽站、浦和站和大宫站进行互相的接续，宇都宫线列车和高崎线直通列车也可以互相接续。
在宇都宫站以南的路段，运行的列车主要是 10 节车厢编组或 15 节车厢编组的近郊型E231系 和E233系列车，而在宇都宫站北侧的路段，列车主要是 3 节车厢编组的 E131系列列车。
自 2022 年 3 月 12 日修订时刻表后，除直通两毛线和乌山线的列车外，该线路的普通列车和快速列车均采用四车门列车，其中 E231 和 E233 系列车（均为近郊型）隶属于小山车辆中心和国府津车辆中心，E131 系列车（于小山站・宇都宫站 - 黑矶站之间使用）配属于小山车辆中心。快速列车在上野站和小山站之间快速运行，并在小山站和宇都宫站之间各站停车。因此，东京至宇都宫之间约需 1 小时 35-45 分钟，大宫至宇都宫之间约需 1 小时 5-10 分钟。

### 白天时段每小时班次数量
白天时段每小时的列车班次数量，不包括与高崎线和常磐线直通的列车。其中的各个运行系统的详情见下文。直通区间的始发站和终点站的括号内的南北符号表示列车主要只在该方向运行。
| 系統       | 種別 | 黑矶 | …   | 宇都宫 | 宇都宫 | …   | 小金井 | 小金井 | …   | 古河 | 古河 | …   | 大宫 | 大宫    | …       | 赤羽    | 赤羽 | …   | 上野 | 東京 | 直通运行区間 （東京以南） |
| ---------- | ---- | ---- | --- | ------ | ------ | --- | ------ | ------ | --- | ---- | ---- | --- | ---- | ------- | ------- | ------- | ---- | --- | ---- | ---- | ------------------------- |
|            | 普通 | 2班  | 2班 | 2班    |        |     |        |        |     |      |      |     |      |         |         |         |      |     |      |      |                           |
| 上野東京线 | 普通 |      |     |        | 1班    | 1班 | 1班    | 1班    | 1班 | 1班  | 1班  | 1班 | 1班  | 1班     | 1班     | 1班     | 1班  | 1班 | 1班  | 1班  | 東海道線 平塚・热海（北） |
| 上野東京线 | 普通 |      |     |        |        |     |        | 1班    | 1班 | 1班  | 1班  | 1班 | 1班  | 1班     | 1班     | 1班     | 1班  | 1班 | 1班  | 1班  | 東海道線 热海             |
| 上野東京线 | 普通 |      |     |        |        |     |        |        |     |      | 1班  | 1班 | 1班  | 1班     | 1班     | 1班     | 1班  | 1班 | 1班  | 1班  | 東海道線 平塚・热海（北） |
| 湘南新宿线 | 普通 |      |     |        | 1班    | 1班 | 1班    | 1班    | 1班 | 1班  | 1班  | 1班 | 1班  | [ # 7 ] | [ # 7 ] | [ # 7 ] |      |     |      |      | 横須賀线 大船（北）・逗子 |
| 湘南新宿线 | 快速 |      |     |        | 1班    | 1班 | 1班    | 1班    | 1班 | 1班  | 1班  | 1班 | 1班  | [ # 7 ] | [ # 7 ] | [ # 7 ] |      |     |      |      | 横須賀线 逗子             |

### 特急列車
截至 2016 年 3 月 26 日的时刻表修订，以下列车经由这条线路运行，所有列车都将东京地区与其他线路的不同地点连接起来。
- 新宿・大宮方向 - 東武日光線沿線都市（栃木・鹿沼・日光方面）之间
  - 東武铁道直通特急「日光」、「鬼怒川（きぬがわ）」、「Spacia鬼怒川（スペーシアきぬがわ）」
    - 每天4个往復

  - 在繁忙时段，还通过东海道线和上野东京线（自大船，经东京，在赤羽停车）加开列车。
- 品川・上野 - 柏方向 - 常磐線沿線都市（土浦・水戸・日立・磐城方面）之间
  - 特急「常陆（ひたち）」、「常磐（ときわ）」
    - 每天下行37班、上行34本
- 上野 - 高崎線、上越線、两毛線、吾妻線各沿線城市（熊谷・高崎・前橋・長野原草津口方向）之间
  - 特急「赤城（あかぎ）」、「草津・四万」
    - （平日）下行10班、上行6班、（周末节假日）下行5本、上行6本

### 东京 - 宇都宫

#### 快速“Rabbit（ラビット）”

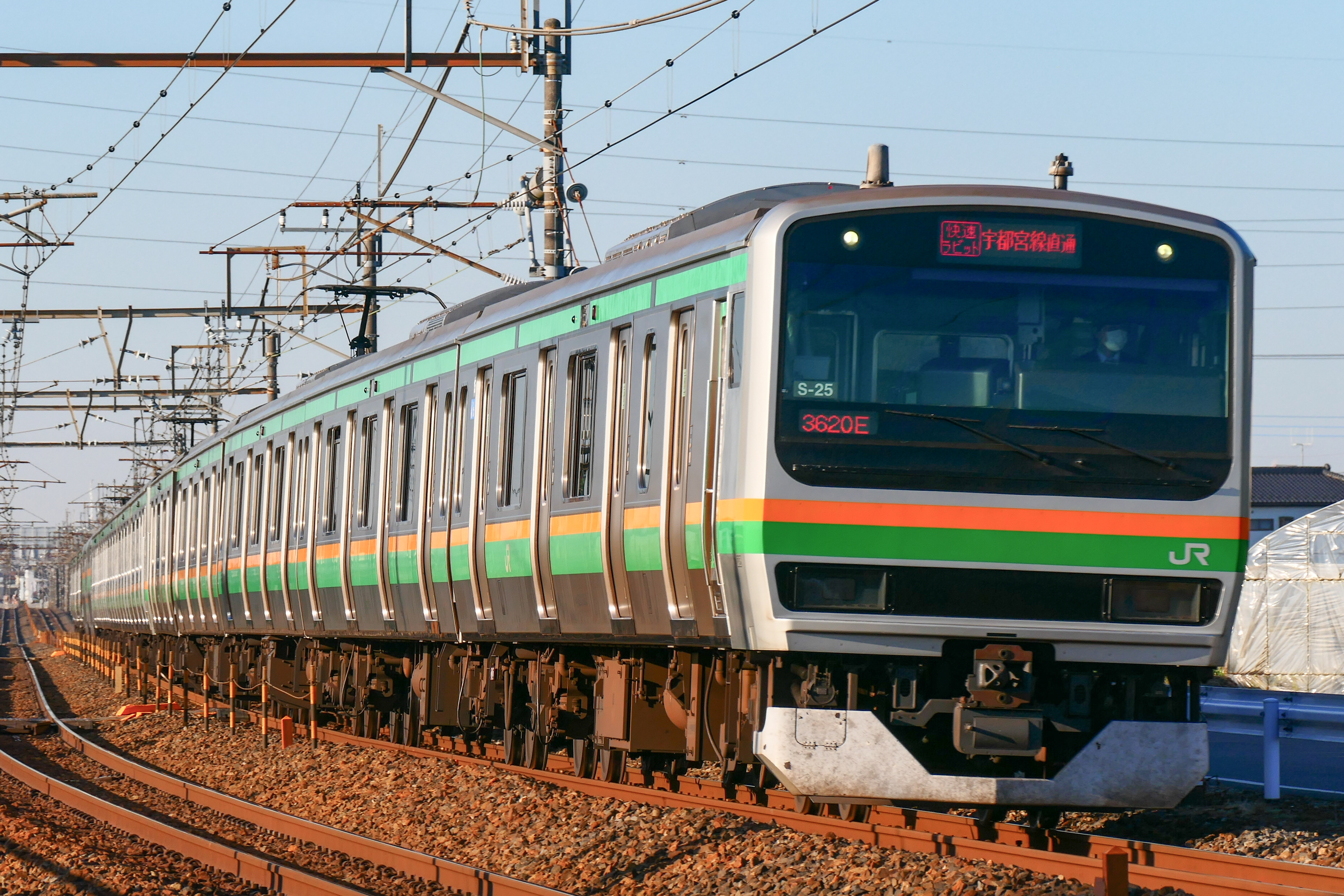
E231系担当的快速「Rabbit」

快速 “Rabbit ”最初的前身是新特急 “那须野”，它在 1988 年 3 月 13 日的时刻表修订中作为其大多数日间服务班次的降级列车登场，并被命名为 “Rabbit”。
自 2019 年 3 月时刻表修订的情况是，每天早上在东海道线国府津站始发两班开往宇都宫方向的 快速“Rabbit”列车，这两班列车均为在东海道线内以普通列车运行。在周末和节假日，还设定有傍晚和夜间班次，有 7 班 快速“Rabbit ”下行列车（包括早上的班次）和 3 班上行列车，所有列车都从上野站出发或终到。 曾有黑矶站始发开往上野站的快速“Rabbit ”列车，但随着 2019 年 3 月时刻表的修订停止运行，因此 快速“Rabbit”列车开始在东京站和宇都宫站之间运行。 部分上行列车可在浦和站或赤羽站换乘同站台的上野东京线东海道线直通列车。
除了每天的一班下行列车和周六、周日及节假日晚上的两班下行列车和三班上行列车（其中一班是前往小金井的 10 节车厢编组列车）使用 15 节车厢列车外，所有 快速“Rabbit ”列车均为 10 节车厢编组列车。东京站和宇都宫站之间的行车时间为 1 小时 31-40 分钟，由于列车会在小金井站进行编组的联结或解挂分割，以及在小山站与东北新干线缓急接续，列车之间的运行的时间差约为 10 分钟。
在 2021 年 3 月 13 日的时刻表修订中，平日晚间的通勤快速列车被快速“Rabbit ”所取代。快速“Rabbit”在平日和周末的早间有下行列车（从东海道线直通过来）运行，以及在夜间的双向（均往返于上野站）运行，还新增了东大宫站为停靠站。

#### 普通
普通列车在宇都宫线设有站台的车站均会停车。自 2015 年 3 月 14 日上野东京线开通后，列车时刻表进行了调整，大部分列车直通来往东海道线内。
白天时段，东京站至大宫站（包括高崎线直通列车）之间每小时有 6 班列车，大宫站至古河站之间每小时有 3 班列车，列车的起点站和终点站分别设定有古河站、小金井站和宇都宫站。 早上 6 点有一班从大宫开往宇都宫的下行列车，晚上 10 点有一班从宇都宫开往大宫的末班车。 此外，早上 5 点还有一班从小山开往宇都宫・黑矶的列车。
白天每小时的基本运行模式如下
下行（北行）列车
- 东海道线直通而来的列车，经由东京站，终到小金井河宇都宫：各一班
- 东海道线直通而来的列车，经由东京站，终到古河：一班

上行（南行）列车
- 从宇都宫和小金井始发，经由东京站，直通进入东海道线：各一班
- 从古河始发，经由东京站，直通进入东海道线：一班

东海道线的直通列车，白天时段会在平塚站、小田原站、热海站、沼津站和伊东站始发和终到。除这些车站外，早晚还有在国府津始发终到、上野始发终到、东京始发、藤泽始发和品川终到的列车。 过去，宇都宫以北还有从氏家站始发和1黑矶始发终到的列车。早高峰期间，上行列车的运行间隔约为 3-4 分钟。
所有列车均使用 10 节车厢编组或 15 节车厢编组；部分 15 节车厢的列车在小金井站进行编组的解挂分割，因此其中一些列车在小金井站和宇都宫站之间以 5 节车厢编组运行，即为一个附属编组。从宇都宫站到热海站（214.3 公里）之间的全程，有许多列车使用 15 节车厢编组运行，是日本编组最长的长距离普通列车之一。
东京站至大宫站的行车时间约为 30 分钟，东京站至久喜站的行车时间约为 55 分钟，东京站至大山站的行车时间约为 1 小时 25 至 30 分钟，东京站至宇都宫站的行车时间约为 1 小时 50 至 55 分钟。 但是，由于列车在中途站等待列车通过或与其他列车接续，以及列车在小金井站会进行编组的联结或分割，每趟列车所需的时间会有所不同。
从宇都宫开出的首班车在凌晨 4 点 30 分以后，从上野开出的末班车在晚上 23 点 30 分以后（凌晨 1 点 03 分到达小金井）。
在东北本线的所有车站中，宇都宫站的首班车最早，电车特定区间段除外。 最后一班下行列车在大宫站（凌晨 0:08发车），与东海道线新宿和横滨方向的末班车以及湘南新宿直通高崎线的开往高崎的末班车互相接续。

### 湘南新宿线系统
有快速列车和普通列车运行。 由于这两种列车都在大宫站和田端站之间的东北货运线上运行，因此不会停靠没有站台的埼玉新都心站。此外，列车从 2013 年 3 月 16 日开始在浦和站停车。
列车由小山车辆中心或国府津车辆中心所属的 E231系和 E233 系列列车运行。大多数列车采用由基本编组（10节车厢）和附属编组（5节车厢）组成的15节车厢编组运行，但也有一些列车仅采用由基本编组组成的10节车厢编组运行。

#### 快速
湘南新宿线的快速列车在白天时段约每小时运行一次，经由新宿站与横须贺线直通运行。是为了取代之前往返于上野站的白天时段的快速 “Rabbit”列车而设立的，因此停靠的车站与快速“Rabbit”列车相同。 在上午 9 点至下午 5 点期间（即白天时段），从新宿出发的列车每小时一班（共九班）；在上午 9 点至下午 3 点期间（周末节假日的8点至下午3点期间），从宇都宫出发的南行列车每小时一班（共七班，周六和节假日则有八班）。 新宿与宇都宫之间的平均行车时间为 1 小时 35 分钟，池袋与宇都宫之间的平均行车时间为 1 小时 30 分钟，大宫与宇都宫之间的平均行车时间为 1 小时 5-10 分钟。 自 2021 年 3 月 13 日修订时刻表后，东大宫站被增设为停靠站。 这两个方向的列车都在大宫站与上野东京线的普通列车进行缓急接续。

#### 普通
湘南新宿线的普通列车，经由新宿站与横须贺线直通运行，并在宇都宫线内的每个车站停靠。
白天时段，每小时一班宇都宫站来往逗子站的列车。早高峰时段，列车大约每 10-15 分钟一班；晚高峰时段，南行列车大约每 15-20 分钟一班，北行列车大约每 30 分钟一班，夜间大约每 40-60 分钟一班，开行宇都宫站・小金井站 - 大船站・逗子站之间的列车。 此外，平日上午有一班南行列车从古河站始发，平日晚上有一班北行列车终到古河站。
新宿站和大宫站之间的行车时间约为 32 分钟，新宿站和大山站之间的行车时间约为 1 小时 20-25 分钟，池袋站和小山站之间的行车时间约为 1 小时 15-30 分钟。

### 宇都宫站 - 黑矶站之间

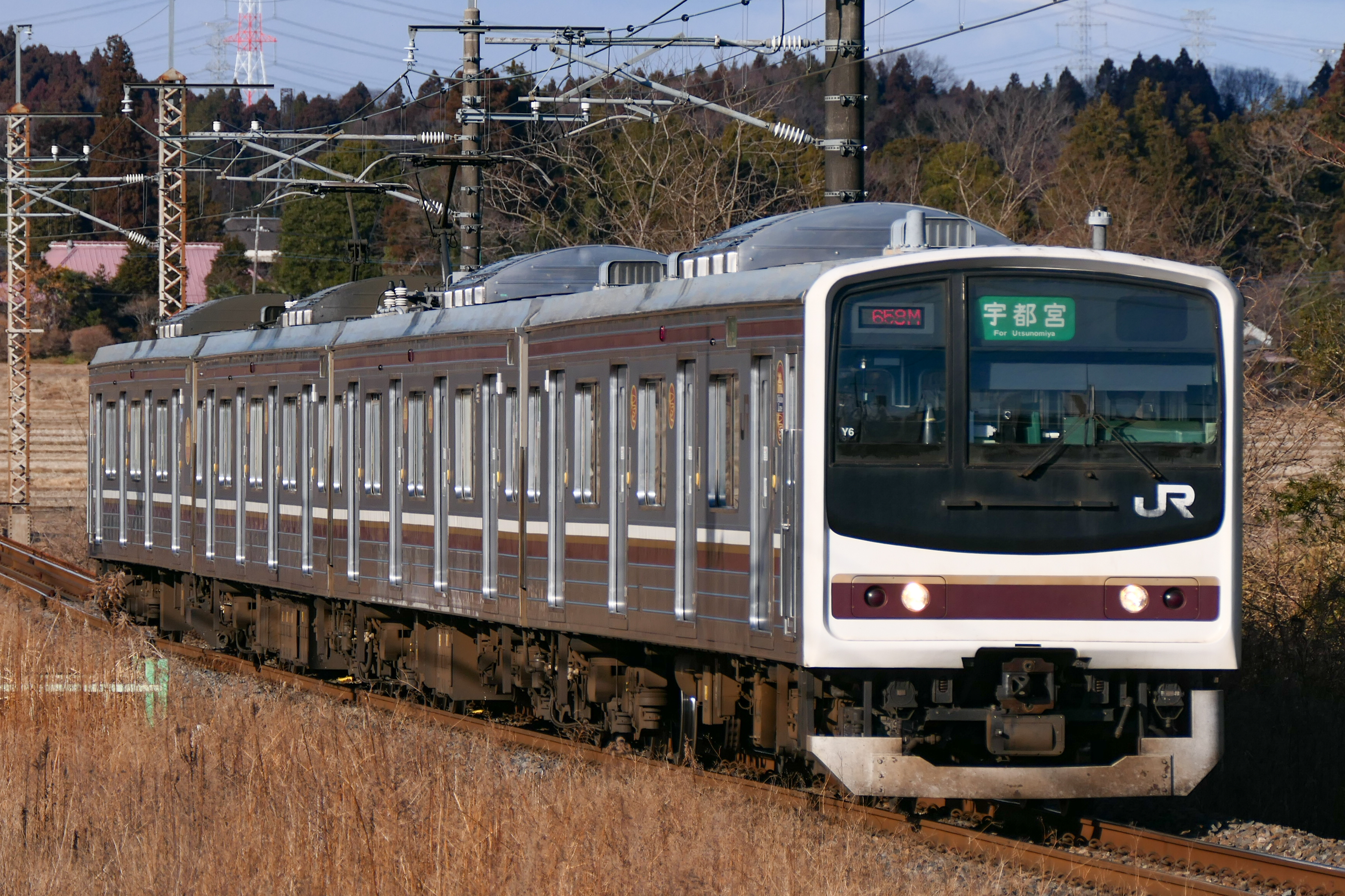
205系600番台（日光线用车）也会在宇都宫站和黑矶站之间运行，用于车辆故障或检查等情况。(2022 年 2 月 11 日）

该路段的所有列车均在该区间的每个车站停靠。基本班次密度为每小时两班，仅在早上和夜间某些时段为每小时三班。宇都宫站和黑矶站之间的直达列车运行时间约为 53 分钟。
除了早上的小山始发开往黑矶的首班车和氏家站始发开往宇都宫的列车，全部列车都是仅来往宇都宫站至黑矶站之间的区间车。
在该区间，所有班次使用E131系的3节车厢编组或6节车厢编组运行，包括从小山始发的列车，且全天都是单人运行列车，宇都宫以南的普通列车的绿车服务也不在该区间运行。
在2022年3月12日时刻表修订之前，除了205系600番台（宇都宫线用）的区间运行外，早晚还设定有上野站和黑矶站之间，以及经上野东京线直达热海的少量直通列车，并提供绿车服务。
在这一区间，所有列车在区间内的所有停靠站都采用半自动车门，车门的开关需乘客使用车门旁边的按钮进行，以保持车内温度。不过，在宇都宫站和黑矶站，所有车门在列车到达时和出发前都会打开。

### 其他路线直通的列车
本节介绍直通宇都宫线行驶且运行于其他邻近线路的列车，不介绍列车线路。
常磐线直通列车
- 东京站至日暮里站之间的线路属于东北本线。 不过，在上野站至日暮里站之间，使用的是与宇都宫线分开的专用双轨线路。
- 日暮里站作为东北本线（当时的日本铁路）的一个车站启用，最初也为东北本线列车提供服务。

武藏野线直通列车
- 在大宫站始发终到，与武藏野线・中央本线・京叶线直接相连的 “武藏野 ”和 “下总 ”列车，在大宫站和与野站之间的本线（货运线）上运行。详情请参阅列车部分。

高崎线直通列车
- 从东京站到大宫站之间的列车几乎都是东北本线（宇都宫线）或货运线行驶（湘南新宿线）的列车。

日光线直通列车
- 设定有一班下行列车，自小金井始发终到，发车时间是早上 6:02，由三节车厢编组的 E131 系列车（小山车辆中心）运营。列车会在宇都宫站改变方向。

乌山线直通列车
- 截至 2017 年 3 月 4 日的时刻表修订[9]，宇都宫站和乌山站之间有 9 对班次，由于乌山线为非电气化线路，因此由 EV-E301 系列车（小山车辆中心）运营。

## 使用車輛

### 快速列车与普通列车
宇都宫线上野始发终到的列车、上野东京线（东海道线-宇都宫线・高崎线系统）和湘南新宿线（横须贺线-宇都宫线系统）的普通列车和快速列车由大宫支社小山车辆中心和横滨支社国府津车辆中心所属的E231系和 E233系3000番台列车运行。 所有这些列车均使用橙色和绿色（■■）涂装侧面，也就是通常所说的 "湘南色"。此外，直通常磐线、高崎线（包括上越线和两毛线）、日光线和乌山线的列车由各条线路的车辆运营。E231系、E233系和 E131 系这几种四车门列车，均配有西式的无障碍厕所。
- E231系 近郊型
  - 小山车辆中心配属的车辆
    - 有基本编组（10 节车厢）和附属编组（5 节车厢）之分，都是 U 编成。绿车车厢在基本编组的 4 号和 5 号车厢。 基本上，列车运行方式为基本编组（10节车厢）单独运行或基本编组联结附属编组（15节车厢）共同运行，但直到2022年3月11日，小金井和黑矶之间也有附属编组（5节车厢）单独运行的列车。此外，由于车辆问题和其他因素，附属编组有时会以 5+5 编组相连的方式联结成 10 节车厢编组运行。
    - 截至 2015 年 3 月，上野东京线（东海道线-宇都宫线和高崎线系统）、湘南新宿线（横须贺线-宇都宫线和东海道线-高崎线系统）以及宇都宫线往返上野的普通列车和快速列车上都使用了这种编组。
    - 它与同属小山车辆中心的 E233 系共同运营班次，两种列车有时会同时使用。
    - 为了防止误乘与高崎线直通的列车，从上野出发或到达上野的列车，在宇都宫线内显示目的地时，目的地和线路名称均以绿色文字显示。
    - 宇都宫至黑矶之间的运营于 2022 年 3 月 11 日结束（运行系统分割）。

  - 国府津车辆中心配属的车辆
    - 有基本编组（K编成，10节车厢）和附属编组（S编成，5节车厢），绿车车厢在基本编组的 4 号和 5 号车厢。
    - 截至 2015 年 3 月，上野东京线（东海道线-宇都宫线和高崎线系统）、湘南新宿线（横须贺线-宇都宫线和东海道线-高崎线系统）以及宇都宫线往返上野的普通列车和快速列车上都使用了该系统。
    - 它与同属国府津车辆中心的 E233 系共同运营班次，两种车有时会同时运行。
    - 自 2004 年夏季起，国府津车辆中心的部分列车被借调到小山车辆中心运营，但在 2006 年，小山车辆中心引进了更多 E231 系列车后[# 12]，这种做法被终止。 目前，随着上野东京线的开通，属于国府津车辆中心的列车编组重新投入运营。
    - 自 2015 年 3 月 14 日时刻表修订后，它们开始在大宫以北的宇都宫线上定期运行。 它们现在也用于湘南新宿线（横须贺线-宇都宫线系统）的运营。
    - 为了防止误乘与高崎线直通的列车，从上野出发或到达上野的列车，在宇都宫线内显示目的地时，目的地和线路名称均以绿色文字显示。
    - 宇都宫至黑矶之间的运营于 2022 年 3 月 11 日结束。
- E233系3000番台
  - 小山车辆中心配属的车辆
    - 有基本编组（10 节车厢）和附属编组（5 节车厢）之分，都是 U 编成。绿车车厢在基本编组的 4 号和 5 号车厢。
    - 它与同属小山车辆中心的 E231 系共同运营班次，两种列车有时会同时使用。
    - 作为 211系的替代车型，211 系列于 2012 年 9 月 1 日开始在高崎线直通列车（本线的上野与大宫之间）上运行。自 2013 年 3 月 16 日起，也开始在宇都宫线大宫以北的区间运营[10]。
    - 从 2015 年 3 月 14 日的时刻表修订开始，16 列基本编组和 15 列附属编组从高崎车辆中心转移到小山车辆中心。
    - 为了防止误乘与高崎线直通的列车，从上野出发或到达上野的列车，在宇都宫线内显示目的地时，目的地和线路名称均以绿色文字显示。
    - 湘南新宿线系统的列车，南行和北行列车，其方向幕上目的地和线路名称均使用橙色文字表示。
    - 宇都宫至黑矶之间的运营于 2022 年 3 月 11 日结束。

  - 国府津车辆中心配属的车辆
    - 有基本编组（10 节车厢）和附属编组（5 节车厢）之分，都是 E 编成。绿车车厢在基本编组的 4 号和 5 号车厢。
    - 它与同属国府津车辆中心的 E231 系共同运营班次，两种列车有时会同时使用。
    - 自 2015 年 3 月 14 日时刻表修订后，它们开始在宇都宫线上运行。
    - 为了防止误乘与高崎线直通的列车，从上野出发或到达上野的列车，在宇都宫线内显示目的地时，目的地和线路名称均以绿色文字显示。
    - 湘南新宿线系统的列车，南行和北行列车，其方向幕上目的地和线路名称均使用橙色文字表示。
    - 宇都宫至黑矶之间的运营将于 2022 年 3 月 11 日结束。
- E131系600番台
  - 自2022 年 3 月 12 日的时刻表修订开始在小山站和黑矶站之间运行[8]，投入了 15列三节车厢编组[11]。

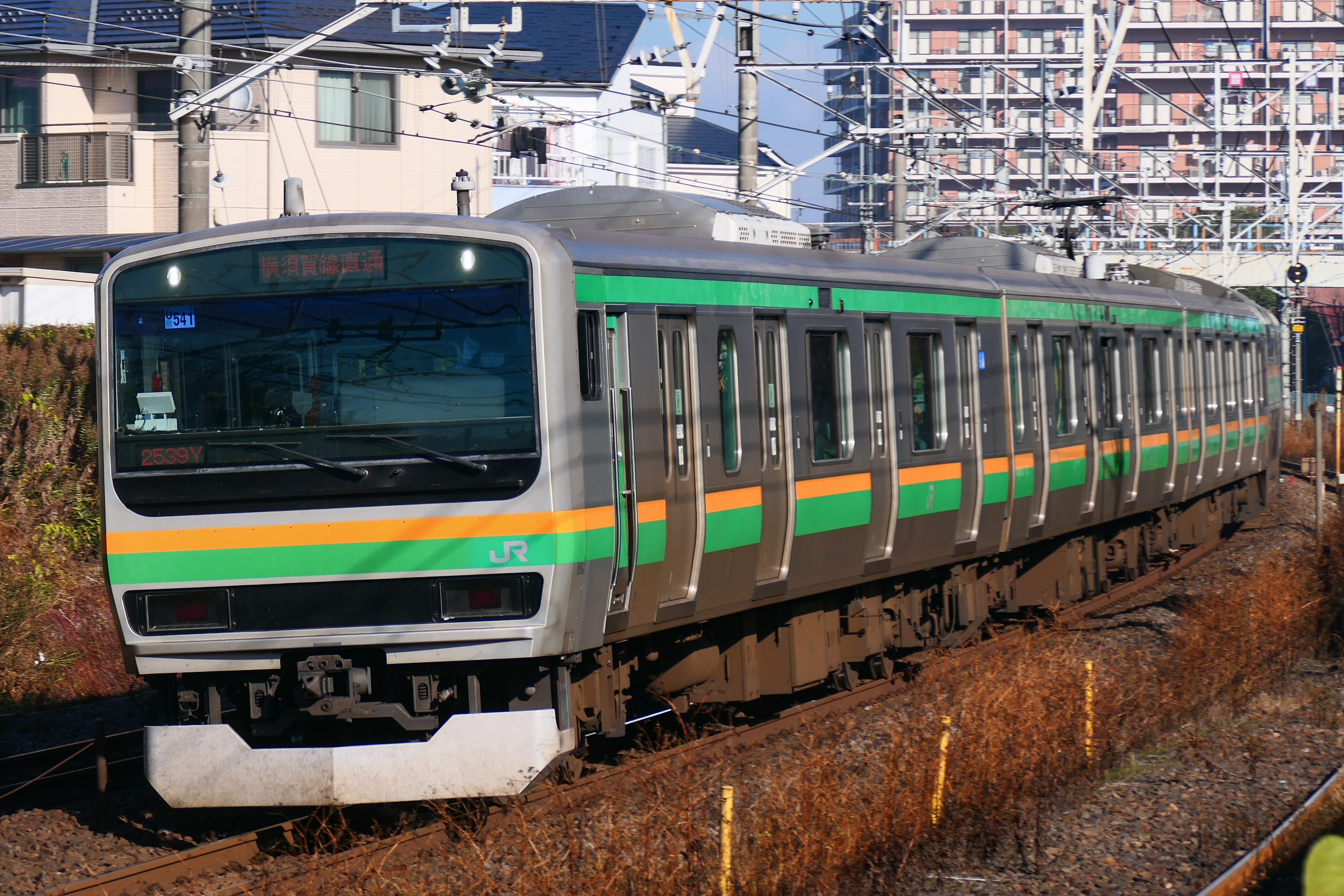
E231系近郊型
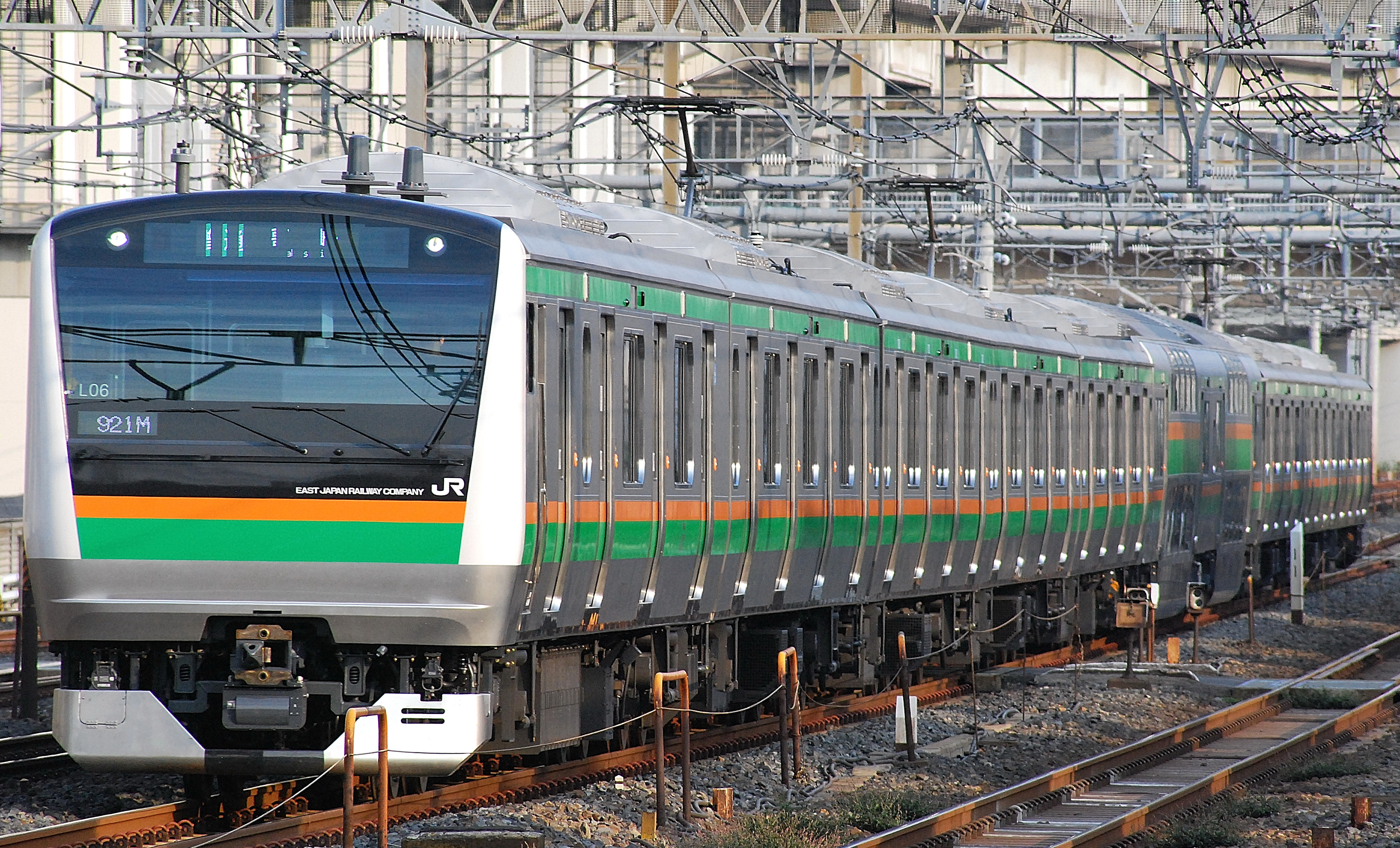
E233系3000番台
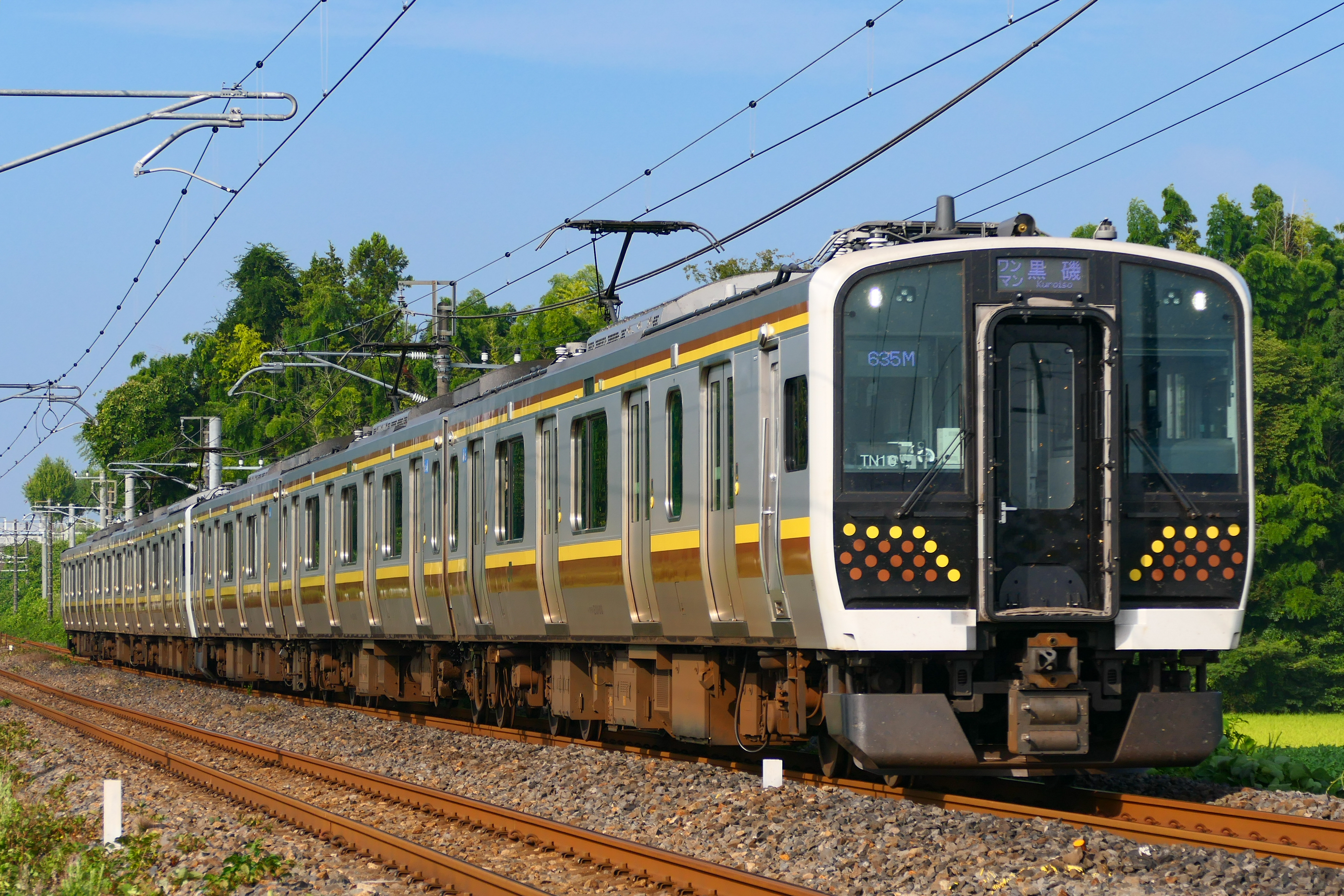
E131系600番台

### 其他路线直通列车
从其他线路进入宇都宫线的列车使用这些线路的车辆运行。
- E231和E233-3000系列（四门车）
  - 湘南新宿线（东海道线-高崎线系统）的所有列车和高崎线的部分直通列车，均由国府津车辆中心的 E231系 和 E233 系列车运行。
- EV-E301系电车（3门车）
  - 自2014年3月15日开始，小山车辆中心先行投入了一列2节车厢编组该型列车，用于运行宇都宫 - 宝积寺之间的乌山线直通列车。 该列车为带受电弓的蓄电池车，在 2017 年 3 月 4 日的时刻表修订中开始担当所有乌山线直通列车的运营[12][13]。

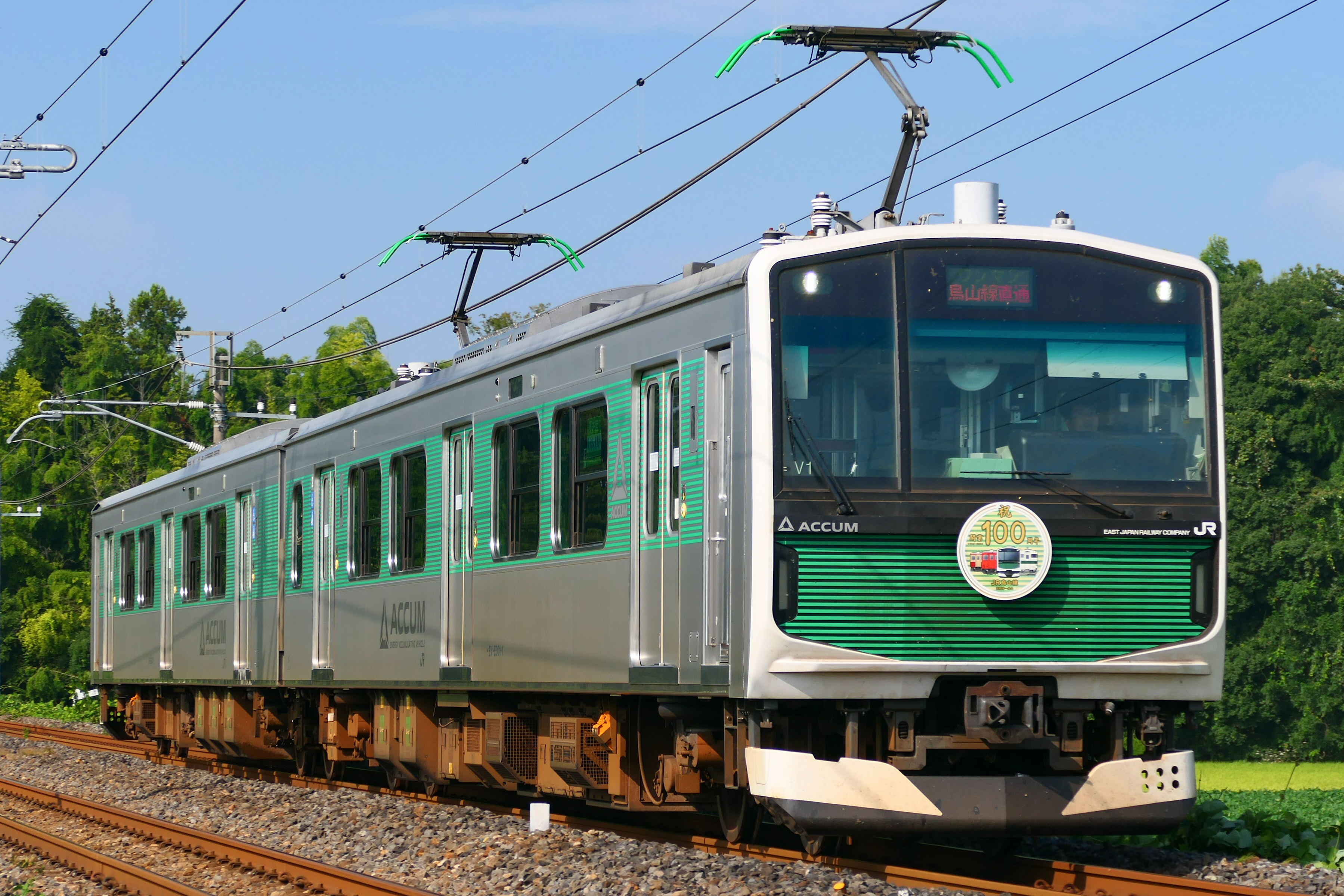
EV-E301系

### 优等列车
- 253系（东武线直通特急用）
  - 隶属于大宫车辆中心，在新宿和东武日光・鬼怒川温泉之间的“日光”和“鬼怒川”特急列车上运行。
- 东武100系
  - 东武铁道的车辆担当特急 “Spacia鬼怒川”和临时特急“ Spacia日光临”。

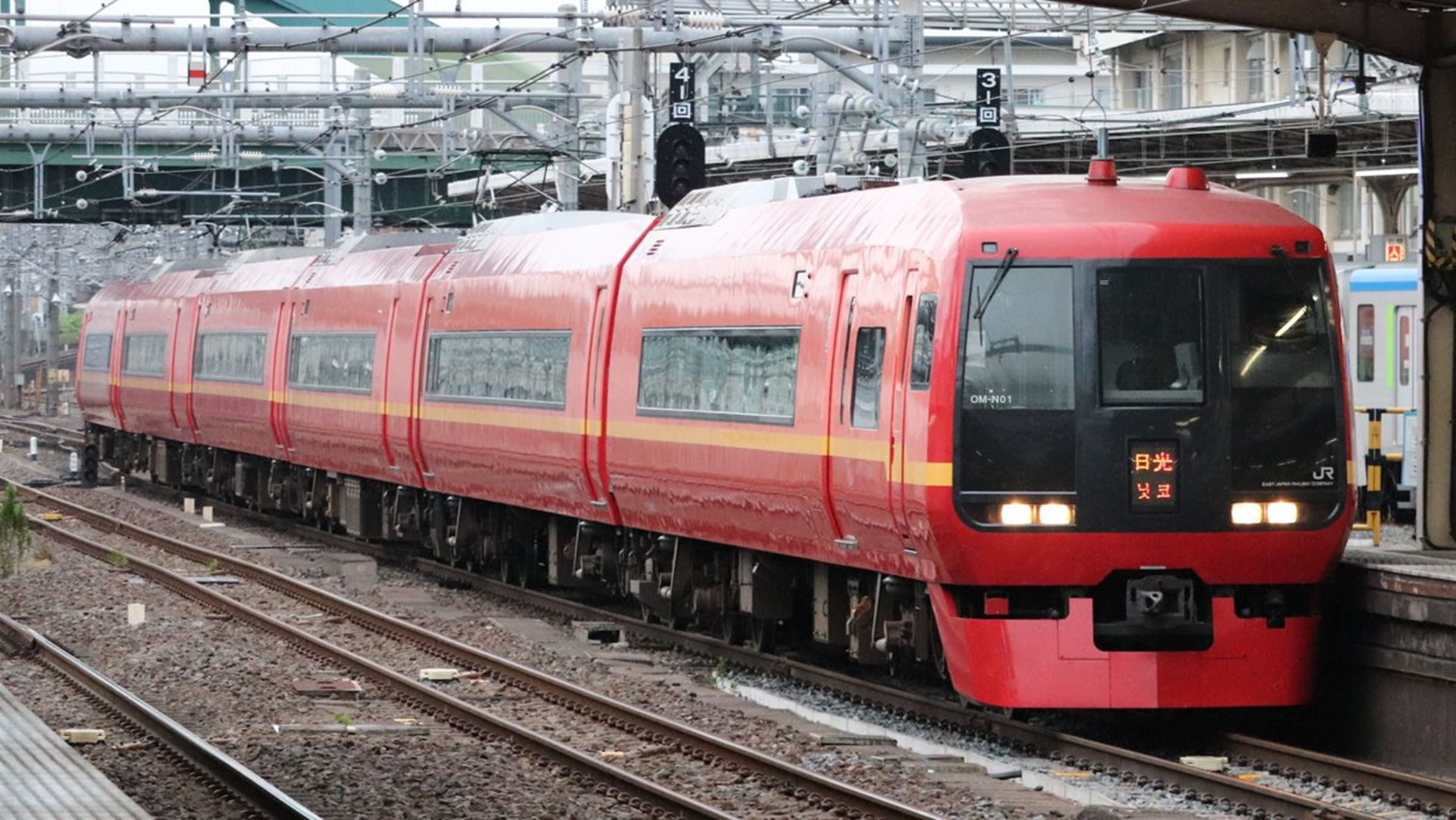
253系（東武線直通特急）
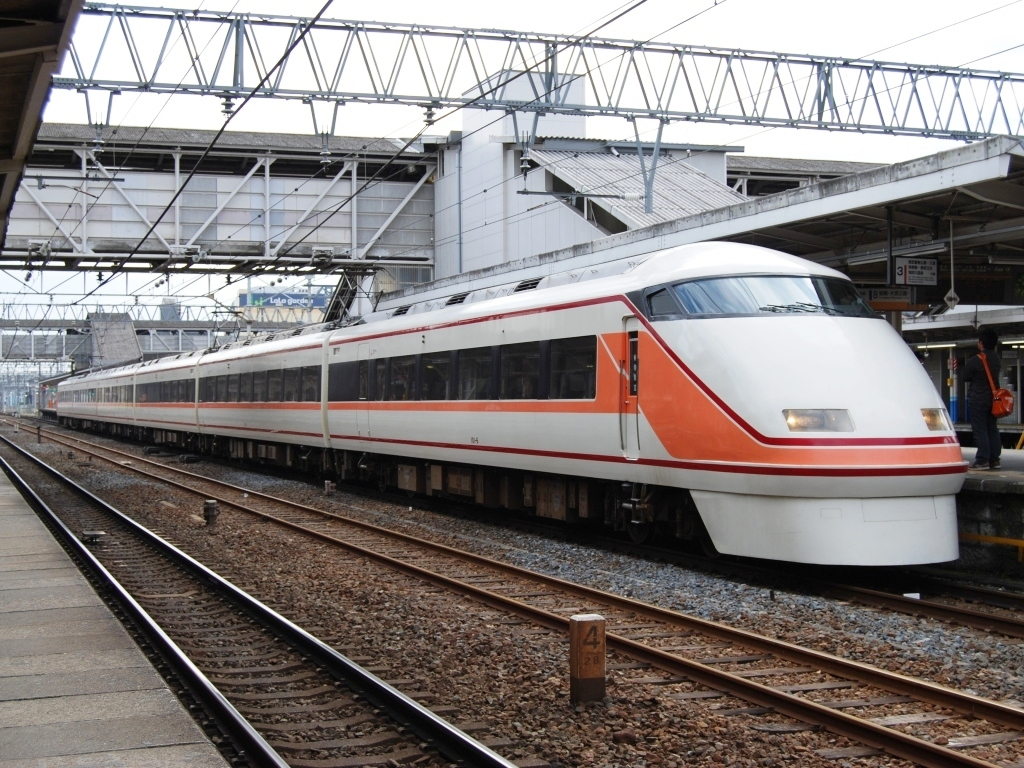
東武100系

## 車站列表
為方便起見，此處由東北本線的正式起點東京站開始記載。
- 站名欄
  - （貨）：貨物專用站
  - 特定都區市內制度適用範圍車站：＝東京山手線內、＝東京都區內
- 營業距離：日暮里－赤羽途經東北本線的支線。途經支線比途經田端站短0.2公里[# 13]的營業距離計算。
- 停車站
  - 上野東京線普通、上野到發普通：下表除日暮里站以外停靠所有旅客站
  - 快速列車（各種）、湘南新宿線：●、▼、■停靠、｜通過
    - 湘南新宿線：■為於東北貨物線上的月台停車、||為不途經車站

  - 特急：參見#特急列車各列車條目
- 接續路線欄：東京－大宮的東日本旅客鐵道路線名為運行系統上的名稱（與正式路線名不同）

| 車站編號     | 中文站名             | 日文站名     | 英文站名     | 站間營業距離 | 累計營業距離 | 累計營業距離 | 快速Rabbit | 湘南新宿線 | 湘南新宿線 | 接續路線、備註 | 所在地 | 所在地 | 所在地 | |
| 車站編號     | 中文站名             | 日文站名     | 英文站名     | 站間營業距離 | 途經尾久     | 途經田端     | 快速Rabbit | 湘南新宿線 | 湘南新宿線 | 接續路線、備註 | 所在地 | 所在地 | 所在地 | |
| 車站編號     | 中文站名             | 日文站名     | 英文站名     | 站間營業距離 | 途經尾久     | 途經田端     | 快速Rabbit | 普通 | 快速 | 接續路線、備註 | 所在地 | 所在地 | 所在地 | |
| ------------ | -------------------- | ------------ | ------------ | ------------ | ------------ | ------------ | --- | --- | --- | --- | --- | --- | --- | --- |
| 直通運行路段 | 直通運行路段         | 直通運行路段 | 直通運行路段 | 直通運行路段 | 直通運行路段 | 直通運行路段 | ■上野東京線：途經東京站、 東海道線熱海站直通至沼津站、■伊東線伊東站 湘南新宿線：途經赤羽站、新宿站直通 橫須賀線逗子站 | ■上野東京線：途經東京站、 東海道線熱海站直通至沼津站、■伊東線伊東站 湘南新宿線：途經赤羽站、新宿站直通 橫須賀線逗子站 | ■上野東京線：途經東京站、 東海道線熱海站直通至沼津站、■伊東線伊東站 湘南新宿線：途經赤羽站、新宿站直通 橫須賀線逗子站 | ■上野東京線：途經東京站、 東海道線熱海站直通至沼津站、■伊東線伊東站 湘南新宿線：途經赤羽站、新宿站直通 橫須賀線逗子站 | ■上野東京線：途經東京站、 東海道線熱海站直通至沼津站、■伊東線伊東站 湘南新宿線：途經赤羽站、新宿站直通 橫須賀線逗子站 | ■上野東京線：途經東京站、 東海道線熱海站直通至沼津站、■伊東線伊東站 湘南新宿線：途經赤羽站、新宿站直通 橫須賀線逗子站 | ■上野東京線：途經東京站、 東海道線熱海站直通至沼津站、■伊東線伊東站 湘南新宿線：途經赤羽站、新宿站直通 橫須賀線逗子站 | ■上野東京線：途經東京站、 東海道線熱海站直通至沼津站、■伊東線伊東站 湘南新宿線：途經赤羽站、新宿站直通 橫須賀線逗子站 |
| JU01         | 東京                 |              |              | -            | 0.0          | 0.0          | ● | \|\| | \|\| | 東日本旅客鐵道： 東北新幹線、山形新幹線、秋田新幹線、上越新幹線、北陸新幹線、 東海道線（JT01，直通運行）、 中央線（JC01）、 山手線（JY01）、 京濱東北線（JK26）、 橫須賀線、 總武線（快速）（JO19）、 京葉線（JE01） 東海旅客鐵道： 東海道新幹線 東京地下鐵： 丸之內線（M-17） 東京地下鐵： 東西線 ⇒大手町（T-09） 東京地下鐵： 千代田線 ⇒二重橋前（C-10） 都營地下鐵： 三田線 ⇒大手町（I-09） | 東京都 | 千代田區 | 千代田區 | |
| JU02         | 上野                 |              |              | 3.6          | 3.6          | 3.6          | ● | \|\| | \|\| | 東日本旅客鐵道： 東北新幹線、山形新幹線、秋田新幹線、上越新幹線、北陸新幹線、 山手線（JY05）、 京濱東北線（JK30）、 常磐線（快速）（JJ01） 東京地下鐵： 銀座線（G-16）、 日比谷線（H-18） 京成電鐵： 本線 ⇒京成上野（KS01） | 東京都 | 台東區 | 台東區 | |
| JU03         | 尾久                 |              |              | 2.6          | 8.4          | -            | ｜ | \|\| | \|\| | | 東京都 | 北區 | 北區 | |
| JU04         | 赤羽                 |              |              | 5.0          | 13.4         | 13.2         | ● | ■ | ■ | 東日本旅客鐵道： 京濱東北線（JK38）、 湘南新宿線（新宿、武藏小杉方向）（JS22）、 埼京線（JA15） | 東京都 | 北區 | 北區 | |
| JU05         | 浦和                 |              |              | 11.0         | 24.4         | 24.2         | ● | ■ | ■ | 東日本旅客鐵道： 京濱東北線（JK43）、 湘南新宿線（JS23） | 埼玉縣 | 埼玉市 | 浦和區 | |
| JU06         | 埼玉新都心           |              |              | 4.5          | 28.9         | 28.7         | ｜ | ｜ | ｜ | 東日本旅客鐵道： 京濱東北線（JK46） | 埼玉縣 | 埼玉市 | 大宮區 | |
| JU07         | 大宮                 |              |              | 1.6          | 30.5         | 30.3         | ● | ● | ● | 東日本旅客鐵道： 東北新幹線、山形新幹線、秋田新幹線、上越新幹線、北陸新幹線、 京濱東北線（JK47）、 湘南新宿線（JS24）、 高崎線（JU07）、 埼京線（JA26）、■川越線 東武鐵道： 野田線（東武都市公園線）（TD-01） 埼玉新都市交通：■伊奈線（New Shuttle） | 埼玉縣 | 埼玉市 | 大宮區 | |
| JU08         | 土呂                 |              |              | 3.0          | 33.5         | 33.3         | ｜ | ● | ｜ | | 埼玉縣 | 埼玉市 | 北區 | |
| JU09         | 東大宮               |              |              | 2.1          | 35.6         | 35.4         | ● | ● | ● | | 埼玉縣 | 埼玉市 | 見沼區 | |
| JU10         | 蓮田                 |              |              | 3.8          | 39.4         | 39.2         | ● | ● | ● | | 埼玉縣 | 蓮田市 | 蓮田市 | |
| JU11         | 白岡                 |              |              | 4.3          | 43.7         | 43.5         | ｜ | ● | ｜ | | 埼玉縣 | 白岡市 | 白岡市 | |
| JU12         | 新白岡               |              |              | 2.4          | 46.1         | 45.9         | ｜ | ● | ｜ | | 埼玉縣 | 白岡市 | 白岡市 | |
| JU13         | 久喜                 |              |              | 3.0          | 49.1         | 48.9         | ● | ● | ● | 東武鐵道： 伊勢崎線（TI-02） | 埼玉縣 | 久喜市 | 久喜市 | |
| JU14         | 東鷲宮               |              |              | 2.7          | 51.8         | 51.6         | ｜ | ● | ｜ | | 埼玉縣 | 久喜市 | 久喜市 | |
| JU15         | 栗橋                 |              |              | 5.6          | 57.4         | 57.2         | ｜ | ● | ｜ | 東武鐵道： 日光線（TN-04） | 埼玉縣 | 久喜市 | 久喜市 | |
| JU16         | 古河                 |              |              | 7.5          | 64.9         | 64.7         | ● | ● | ● | | 茨城縣古河市 | 茨城縣古河市 | 茨城縣古河市 | |
| JU17         | 野木                 |              |              | 4.7          | 69.6         | 69.4         | ｜ | ● | ｜ | | 栃木縣 | 下都賀郡 野木町 | 下都賀郡 野木町 | |
| JU18         | 間間田               |              |              | 3.9          | 73.5         | 73.3         | ｜ | ● | ｜ | | 栃木縣 | 小山市 | 小山市 | |
| JU19         | 小山                 |              |              | 7.3          | 80.8         | 80.6         | ● | ● | ● | 東日本旅客鐵道： 東北新幹線、■兩毛線、■水戶線 | 栃木縣 | 小山市 | 小山市 | |
| JU20         | 小金井               |              |              | 7.5          | 88.3         | 88.1         | ● | ● | ● | | 栃木縣 | 下野市 | 下野市 | |
| JU21         | 自治醫科大學         |              |              | 2.6          | 90.9         | 90.7         | ● | ● | ● | | 栃木縣 | 下野市 | 下野市 | |
| JU22         | 石橋                 |              |              | 4.7          | 95.6         | 95.4         | ● | ● | ● | | 栃木縣 | 下野市 | 下野市 | |
| JU23         | （貨）宇都宮貨物總站 |              |              | 1.2          | 96.8         | 96.6         | ｜ | ｜ | ｜ | | 栃木縣 | 河內郡 上三川町 | 河內郡 上三川町 | |
| JU24         | 雀宮                 |              |              | 5.2          | 102.0        | 101.8        | ● | ● | ● | | 栃木縣 | 宇都宮市 | 宇都宮市 | |
| JU25         | 宇都宮               |              |              | 7.7          | 109.7        | 109.5        | ● | ● | ● | 東日本旅客鐵道： 東北新幹線、山形新幹線、■日光線 | 栃木縣 | 宇都宮市 | 宇都宮市 | |
| JU26         | 岡本                 |              |              | 6.2          | 115.9        | 115.7        | | | | | 栃木縣 | 宇都宮市 | 宇都宮市 | |
| JU27         | 寶積寺               |              |              | 5.5          | 121.4        | 121.2        | | | | 東日本旅客鐵道：■烏山線 | 栃木縣 | 鹽谷郡 高根澤町 | 鹽谷郡 高根澤町 | |
| JU28         | 氏家                 |              |              | 5.9          | 127.3        | 127.1        | | | | | 栃木縣 | 櫻市 | 櫻市 | |
| JU29         | 蒲須坂               |              |              | 4.5          | 131.8        | 131.6        | | | | | 栃木縣 | 櫻市 | 櫻市 | |
| JU30         | 片岡                 |              |              | 3.9          | 135.7        | 135.5        | | | | | 栃木縣 | 矢板市 | 矢板市 | |
| JU31         | 矢板                 |              |              | 6.3          | 142.0        | 141.8        | | | | | 栃木縣 | 矢板市 | 矢板市 | |
| JU32         | 野崎                 |              |              | 4.8          | 146.8        | 146.6        | | | | | 栃木縣 | 大田原市 | 大田原市 | |
| JU33         | 西那須野             |              |              | 5.2          | 152.0        | 151.8        | | | | | 栃木縣 | 那須鹽原市 | 那須鹽原市 | |
| JU34         | 那須鹽原             |              |              | 6.0          | 158.0        | 157.8        | | | | 東日本旅客鐵道： 東北新幹線 | 栃木縣 | 那須鹽原市 | 那須鹽原市 | |
| JU35         | 黑磯                 |              |              | 5.5          | 163.5        | 163.3        | | | | 東日本旅客鐵道：■東北本線（白河、郡山方向） | 栃木縣 | 那須鹽原市 | 那須鹽原市 | |

東大宮站－蓮田站間通過埼玉縣上尾市，栗橋站－古河站間通過同縣加須市，但不設站。

### 過去的接續路線
全部都在「宇都宮線」愛稱制定以前廢除。東京都內（都電等）省略。
- 大宮站：大宮線
- 蓮田站：武州鐵道（初代）
- 間間田站：乙女人車軌道
- 寶積寺站：宇都宮陸軍船空廠線
- 氏家站：喜連川人車鐵道
- 矢板站：矢板線
- 西那須野站：東野鐵道、鹽原電車（鹽原軌道）、那須人車軌道

## 註解
1. ↑  在JR 东日本的官方网站上，宇都宫线的车站记载了从东京站到黑矶站的总共34 个车站。[1]。
2. ↑  若是要去往宇都宫站以北的路段，除极个别班次外，所有班次均需要在宇都宫站换乘。详情请见下文。
3. ↑  不过，如上所述，高崎线的列车也会在东京站和大宫站之间运营，与东海道线（特别是上野东京线开通后）共用列车，尤其是在下行方向，为了防止误乘，当需要明确区分出高崎线时，尤其是在下行方向，本线会使用单独的绿色(■)标示（见下行列车的方向幕显示屏上 终点站名称字母的颜色，以及东京站 7 号和 8 号站台和上野站 5 号站台地面上画的候车线信息的颜色）。
4. ↑  地点位于荒川桥的埼玉一侧的河堤上。
5. ↑  东海道线东京站和横滨站之间也是如此。
6. ↑  午前时段，北行终到小金井的列车的情况是，一班是从沼津/平塚发车（途经东京）或逗子发车（途经新宿）的列车，还有一班是从小田原（途经东京）发车的列车，共计2班。
7. 1 2  赤羽站 - 大宮站間在东北货物线上行驶。
8. ↑   曾经有一班从上野到黑矶的通勤快速（周末和节假日为快速“Rabbit”）和一班从黑矶到上野的通勤快速（周末和节假日为快速“Rabbit”），但前者在 2010 年 3 月 13 日的时刻表修订中在宇都宫站切割了运行系统，后者在 2019 年 3 月 16 日的时刻表修订中被 17:18 从宇都宫出发的普通列车取代。宇都宫以北的班次纯粹减少，快速列车本身也不再设置。
9. ↑  曾经来往于黑矶站和热海站之间的定期列车在黑矶站 - 宇都宫站或小金井站之间至少有 10 节车厢。
10. ↑  下行则无法自上野东京线进行接续。
11. ↑  ^以前，小金井-黑矶之间的列车，全年都使用半自动车门，包括有列车长的列车，但从 2020 年 3 月左右开始，作为预防新型冠状病毒感染的措施，除单人运转列车外，所有车门都将自动打开，以对列车内部进行通风。在 2022 年 3 月 11 日之前，这项工作由列车长完成，但从 2022 年 3 月 12 日开始，这项工作由司机完成
12. ↑  2006 年，又投入了 110节 E231 系列车，这些车辆是早期批量生产的 E231系列车辆的部分改型，用于近郊行驶。小山车辆中心拥有的 E231 系列车，车厢数量从 550 节增至 660 节。
13. ↑  途經田端站的路線為東北本線的本線。運行系統途經京濱東北線.
14. ↑  大宮站為旅客線與東北貨物線的分岐、合流站，東北貨物線於赤羽－大宮與旅客線並行。
15. ↑  烏山線除一部分列車外均在宇都宮站始發、終到。

## 關連條目
- 日本鐵路線列表
- 東北本線
- 湘南新宿線
- 上野東京線

Template:NavboxV2